# Xã Republican City, Quận Harlan, Nebraska
Xã Republican City (tiếng Anh: Republican City Township) là một xã thuộc quận Harlan, tiểu bang Nebraska, Hoa Kỳ. Năm 2010, dân số của xã này là 131 người.